# Целль-ам-Ціллер
Целль-ам-Ціллер (нім. Zell am Ziller) — ярмаркове містечко і громада округу Швац у землі Тіроль, Австрія.
Целль-ам-Ціллер лежить на висоті  575 м над рівнем моря і займає площу  2,4 км². Громада налічує 1743 мешканців. 
Густота населення 726/км².  
Громада Целль розташована на правому березі річки Ціллер. Це найменша за площею громада округу, але вона є адміністративним і освітнім центром долини. 
|                                          |
| Целль-ам-Ціллер на мапі округу та землі. |

 Адреса управління громади: Unterdorf 2, 6280 Zell am Ziller. 

## Демографія
Історична динаміка населення міста за даними сайту Statistik Austria

## Відомі особи
- Гюнтер Ксар - лижний двоборець.

## Галерея

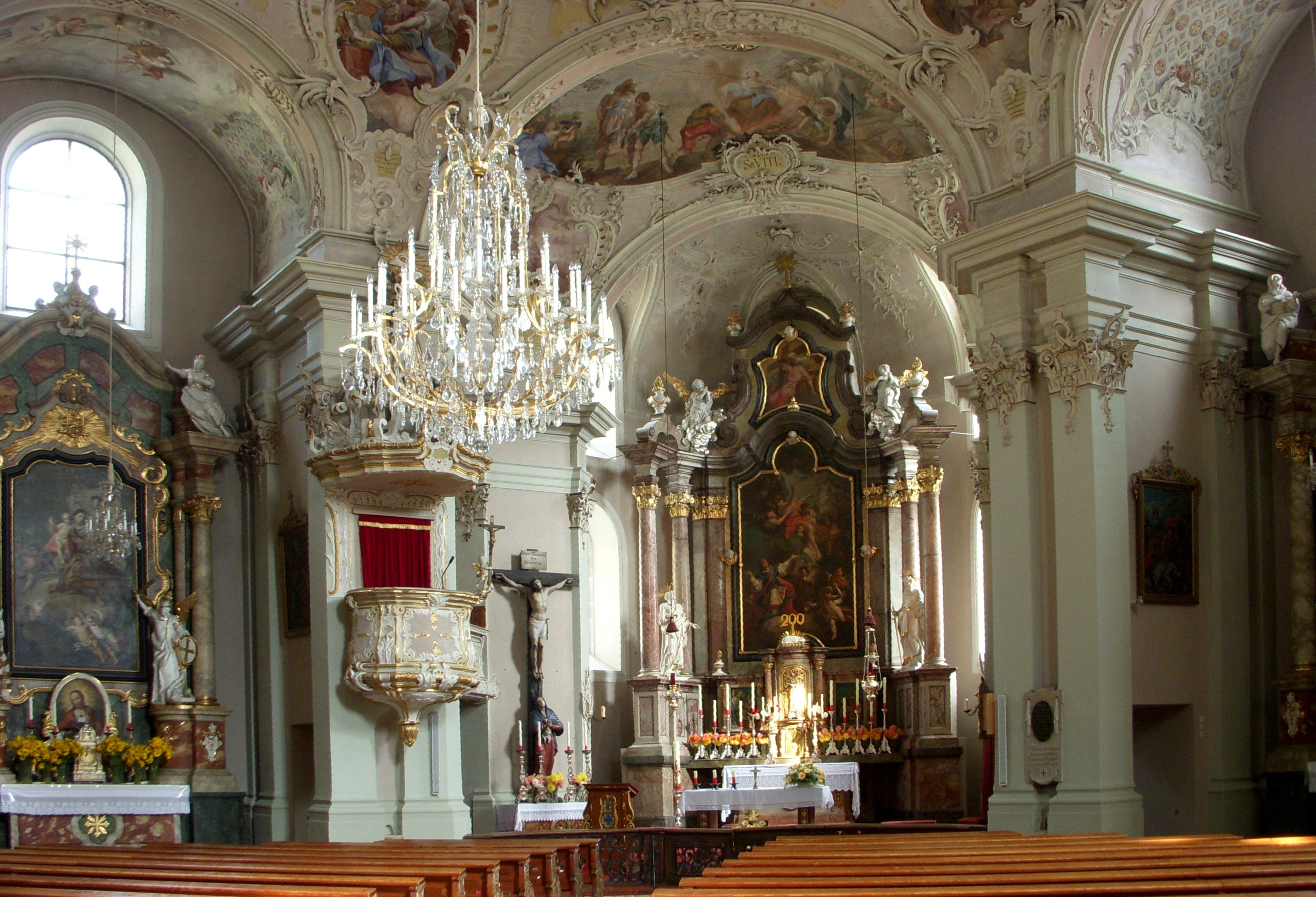
Церква
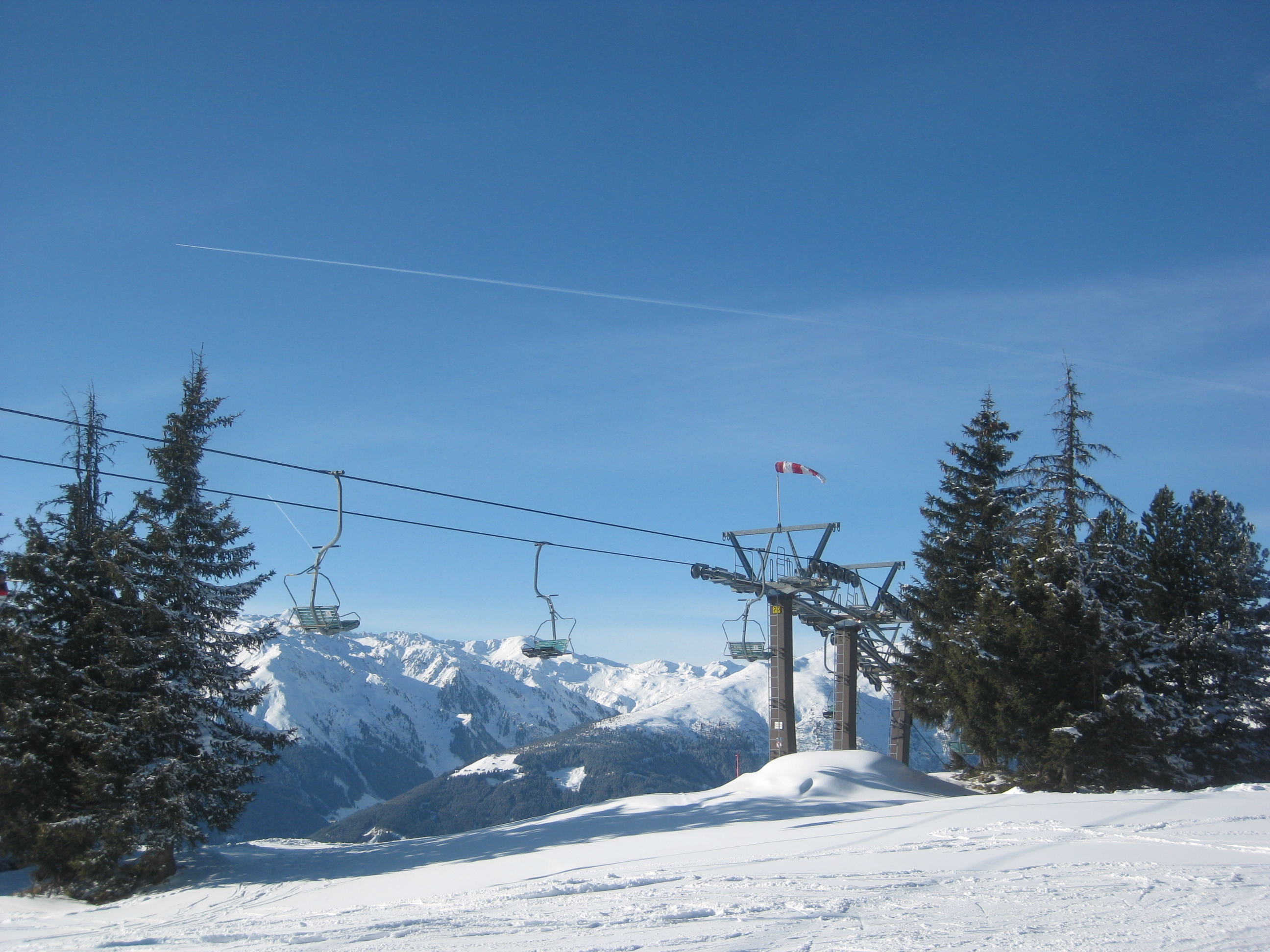
Взимку
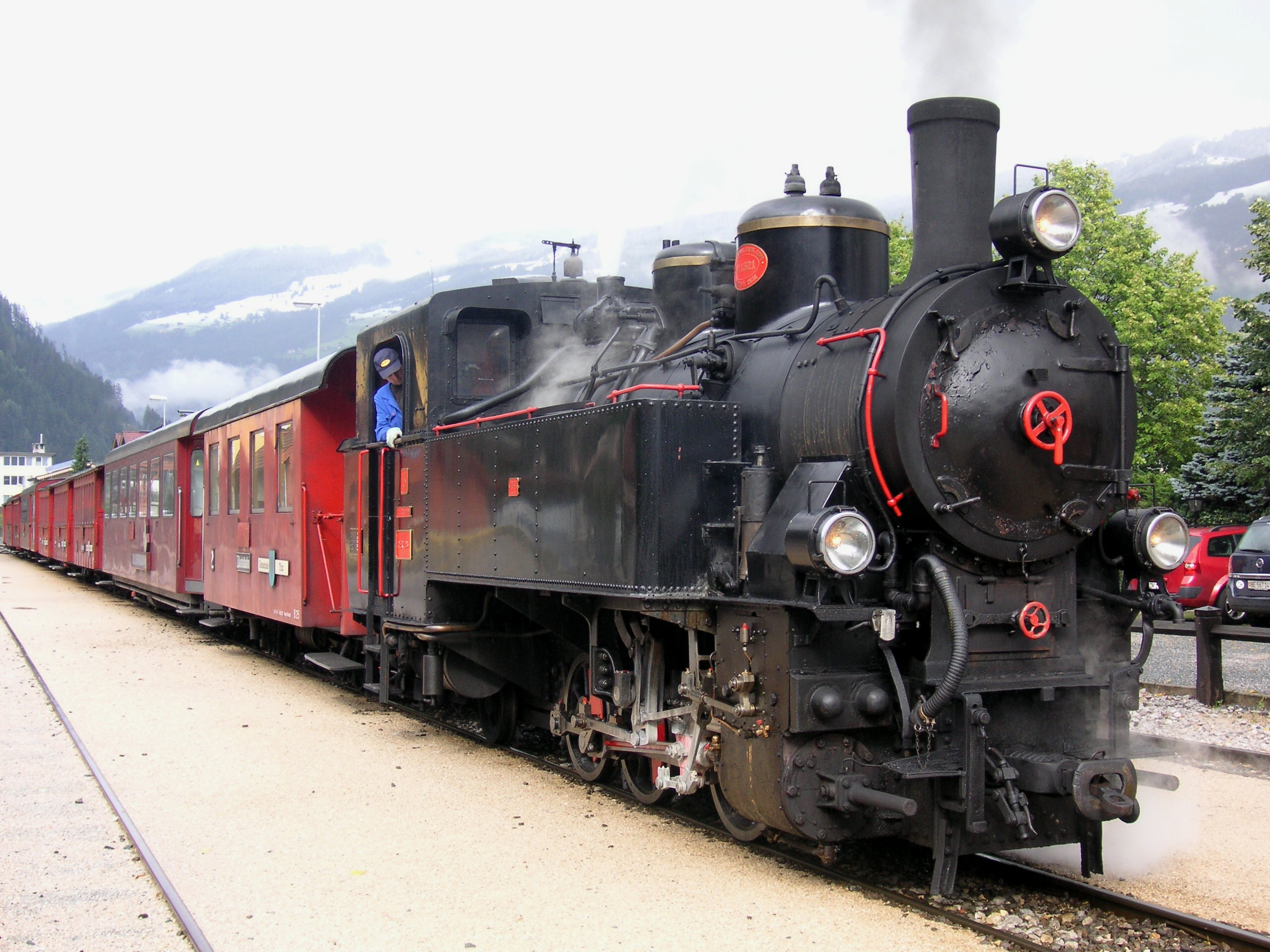
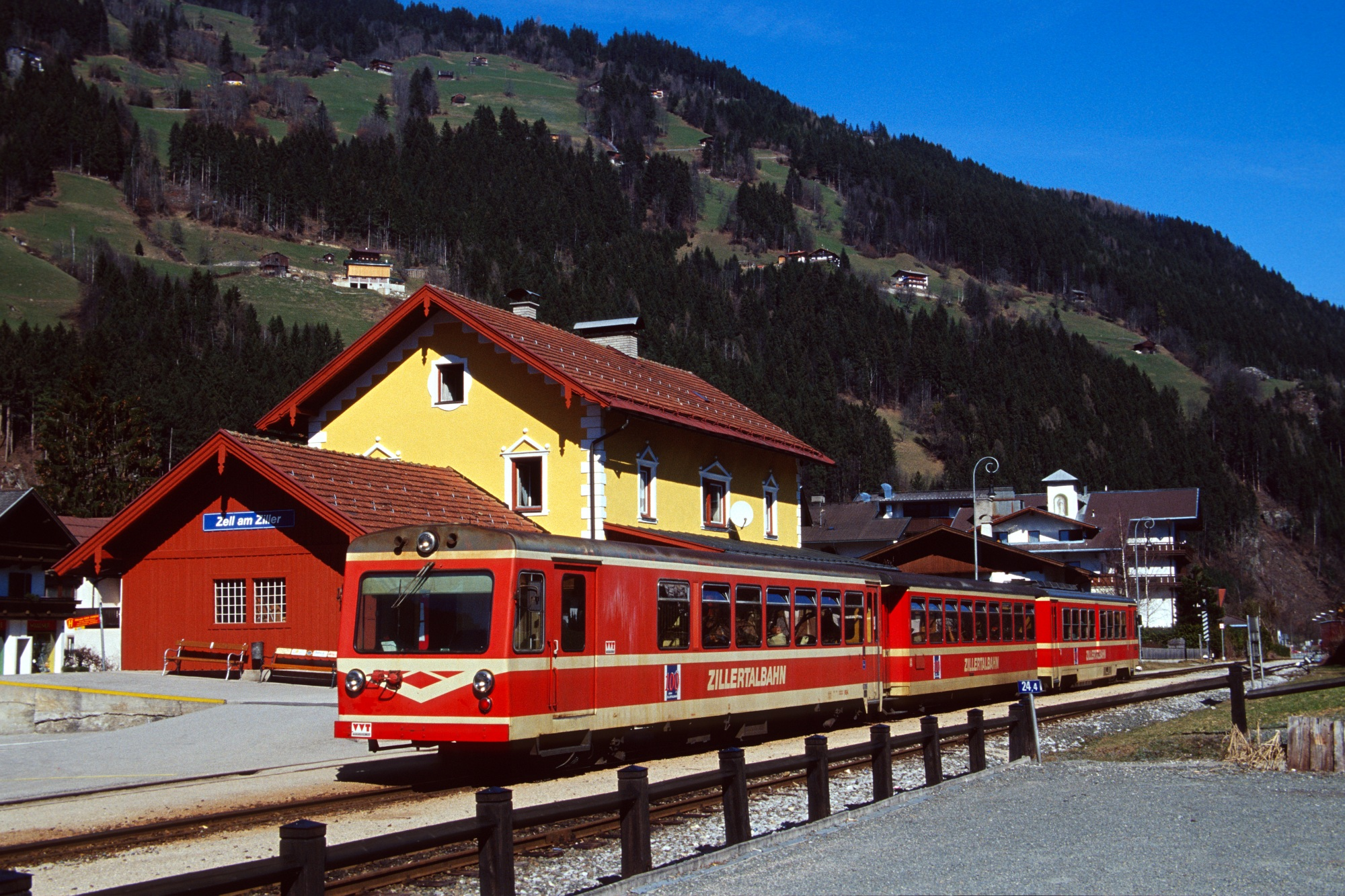

## Виноски
1. ↑  Dauersiedlungsraum der Gemeinden Politischen Bezirke und Bundesländer - Gebietsstand 1.1.2018 — Статистичне управління Австрії.
2. ↑  https://www.statistik.at/blickgem/blick1/g70940.pdf
3. ↑  www.gemeinde-zell.at. Архів оригіналу за 23 грудня 2021. Процитовано 18 жовтня 2021.
4. ↑  Gemeindedaten von Zell am Ziller. Архів оригіналу за 29 вересня 2007. Процитовано 15 липня 2013.

| Австрія | Це незавершена стаття з географії Австрії. Ви можете допомогти проєкту, виправивши або дописавши її. |